# 岸谷孝一
岸谷 孝一（きしたに こういち、1926年11月3日 - 1996年6月21日） は、日本の建築防災工学者。建築構造学者。建築材料学者。東京大学名誉教授。専門は防災計画、建築材料でコンクリートの耐久性や災害時の材料の有毒性など多岐。日本建築学会会長、日本火災学会理事、石膏石炭学会理事、日本建築防災協会理事、消防科学情報センター理事、日本圧接協会会長、日本建築仕上学会会長、中央建築士審査委員会委員長、建築技術審査委員会委員、旧通産省日本工業標準調査会建築部会長、建材試験センター顧問、消防庁消防審議会委員、旧建設省建築審議会委員、阪神・淡路大震災調査特別委員会委員長など歴任。

## 経歴
1926年（大正15年）大阪府に生まれる。
1947年（昭和22年）、旧制第三高等学校理科卒。1951年（昭和26年）、東京大学第一工学部建築学科卒。1952年、東京大学大学院特別研究生。1957年（昭和32年）11月、東京大学講師。1961年（昭和36年）工学博士。1962年（昭和37年）から日本大学非常勤講師。1973年（昭和48年）、東京大学教授就任。1987年（昭和62年）定年退官。同年日本大学教授に転任。1990年（平成2年）日本建築学会会長就任。受賞歴は日本建築学会賞論文賞、日本火災学会賞論文賞、セメント協会論文賞など多数。
設計協力した施設作品にサンリオファンタージェンなど。
著書に「塩害 1 」（コンクリート構造物の耐久性シリーズ）「コンクリート構造物の耐久性」「建築材料ハンドブック 」「建築の防火避難設計」「アルカリ骨材反応」「建築学大系 13. 建築材料学」ほか。